# 司馬惠
司马惠（?—?），东晋宗室，汝南怀王司马矩玄孙，汝南威王司马祐曾孙，新蔡王司馬邈之孙，新蔡王司馬崇之子。
司马惠祖父司馬邈过继给新蔡庄王司馬確。伯父司馬晃被桓温所废。元兴元年（402年）七月，其父司马崇被奴婢所害。司马惠袭封新蔡王（治今河南省新蔡县）。元熙二年（420年）刘宋代晋，国除。史书还记载同时有新蔡王司马道赐。
| 前任： 司马崇 | 晋朝新蔡王 403年－420年 | 繼任： 国除 |